# Vlag van Naarden

Vlag van Naarden
(Gemeentevlag van 1966 tot 2016)
(Dorpsvlag sinds 2017)

De vlag van Naarden is sinds 1 januari 2017 de vlag van de Noord-Hollandse vestingstad Naarden. Tussen 1966 en 2016 was de vlag in gebruik als gemeentevlag. De vlag kan als volgt worden beschreven:
Geel, met een zwarte dubbele adelaar, geplaatst op de grens tussen de broeking en de vlucht.
De vlag toont hetzelfde beeld als het veel oudere wapen van Naarden.
De vlag werd tijdens de raadsvergadering van 6 januari 1966 aangenomen en bleef tot 1 januari 2016 in gebruik als gemeentevlag. Op die dag is de gemeente opgegaan in de gemeente Gooise Meren. De gemeente Gooise Meren heeft bij oprichting besloten geen eigen vlag te voeren maar de kernen hun eigen vlag te laten behouden als dorps of stadsvlag. Sinds 1 januari 2017 is de vlag van Naarden dan ook vastgesteld als stadsvlag.
Sierksma vermeldt deze vlag in 1962 als toen nog officieuze gemeentevlag.

## Afbeeldingen

Wapen van Naarden
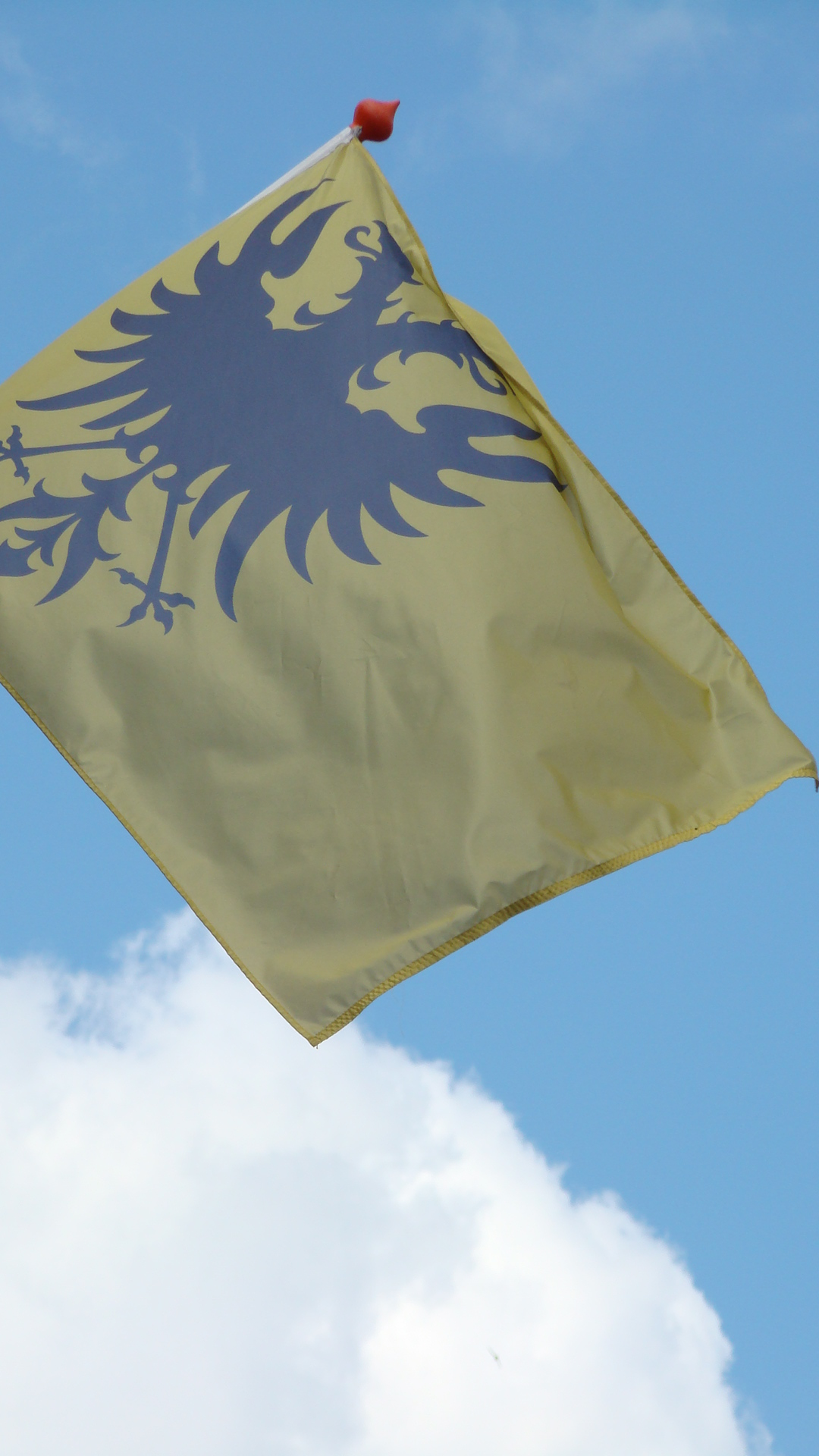
Vlag van Naarden
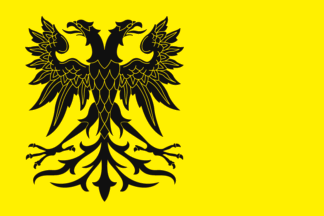
Vlag van Frameries

Akersloot
· Andijk
· Anna Paulowna 
· Assendelft 
· Beemster 
· Bennebroek 
· Blokker 
· Broek in Waterland 
· Bussum 
· Callantsoog 
· Edam 
· Egmond 
· Egmond aan Zee 
· Egmond-Binnen 
· Graft-De Rijp 
· 's-Graveland 
· Haarlemmerliede en Spaarnwoude 
· Harenkarspel 
· Heerhugowaard 
· Hensbroek 
· Hoogwoud 
· Ilpendam 
· Jisp 
· Krommenie 
· Langedijk 
· Limmen 
· Marken 
· Midwoud 
· Monnickendam 
· Muiden 
· Naarden 
· Nederhorst den Berg 
· Nibbixwoud 
· Niedorp 
· Noorder-Koggenland 
· Obdam 
· Opperdoes 
· Schermer 
· Schermerhorn 
· Schoorl 
· Sint Maarten 
· Terschelling 
· Terschelling en Vlieland 
· Twisk 
· Venhuizen 
· Vlieland 
· Warmenhuizen
· Weesp
· Wervershoof 
· Wester-Koggenland 
· Westwoud 
· Westzaan 
· Wieringen 
· Wieringermeer 
· Wijdewormer 
· Wognum 
· Wormer 
· Wormerveer 
· Zaandam 
· Zaandijk 
· Zeevang 
· Zijpe
Abbekerk
· Assendelft
· Bergen
· Bovenkarspel
· Buitenveldert
· Bussum
· De Rijp
· Driemond
· Groet
· Grootschermer
· Graft
· Hauwert
· Huisduinen
· Julianadorp
· Koog aan de Zaan
· Krommenie
· Krommeniedijk
· Lambertschaag
· Marken
· Middelie
· Muiden
· Muiderberg
· Naarden
· Nauerna
· Nibbixwoud
· Nieuw-Vennep
· Omval
· Opperdoes
· Rijsenhout
· Sijbekarspel
· Sint Pancras
· Sloten
· Spaarndam
· Vogelenzang
· Weesp
· Wijk aan Zee
· Wormerveer
· Zaandijk
· Zwaagdijk-West
1. ↑  [https://www.yumpu.com/nl/document/read/55525032/met-wapen-en-vlag-tussen-vecht-en-eem Kl. Sierksma: Met wapen en vlag tussen Vecht en Eem[